# Echoes (album Willa Younga)
Echoes to piąty album studyjny brytyjskiego wokalisty popowego Willa Younga. Wydany w sierpniu 2011 roku, w Wielkiej Brytanii sprzedał się w nakładzie ponad trzystu tysięcy egzemplarzy i zyskał status platynowej płyty. Young jest autorem dwunastu z trzynastu utworów zawartych na podstawowej wersji albumu oraz bonus tracku z deluxe editon wydanego przez Amazon.co.uk; wszystkie piosenki wyprodukował Richard X. Muzycznie album bazuje na elektronice i trip hopie.

## Lista utworów
1. "Jealousy" − 4:06
2. "Come On" − 3:11
3. "Lie Next to Me" − 3:37
4. "I Just Want a Lover" − 3:35
5. "Runaway" − 4:41
6. "Outsider" − 2:46
7. "Silent Valentine" − 3:59
8. "Losing Myself" − 3:59
9. "Personal Thunder" − 4:52
10. "Hearts on Fire" − 4:54
11. "Happy Now" − 3:30
12. "Good Things" − 4:12
13. "Safe from Harm" − 3:33
14. "The Way I See" − 3:46 (Amazon.co.uk Exclusive Bonus Track)